# (What's So Funny 'Bout) Peace, Love and Understanding
Clip vidéo
[vidéo] « (What's So Funny 'Bout) Peace, Love and Understanding », sur YouTube
(What's So Funny 'Bout) Peace, Love and Understanding est une chanson de l'auteur-compositeur-interprète anglais Nick Lowe, rendue populaire par Elvis Costello.
Originellement, la chanson a été enregistrée par le groupe country-rock de Nick Lowe, Brinsley Schwarz et sortie en 1974 sur leur dernier album studio, The New Favourites of... Brinsley Schwarz (en).
La version d'Elvis Costello (avec son groupe d'accompagnement The Attractions (en)) a été produite par Nick Lowe (son ami et producteur). Elle a été initialement publiée en 1978 sur la face B du single de Nick Lowe American Squirm et ensuite parue sur le troisième  album studio d'Elvis Costello, sorti en juin 1979 et intitulé Armed Forces.
En 2004, Rolling Stone a classé cette chanson, dans la version d'Elvis Costello et les Attractions, 284e sur sa liste des « 500 plus grandes chansons de tous les temps » (en 2010, le magazine rock américain a mis à jour sa liste, maintenant la chanson est 290e). Elle est également incluse dans la sélection des 660 « chansons qui ont façonné le rock 'n' roll » du Rock and Roll Hall of Fame.